# بست 1
بست 1 (بالإنجليزية PstI) هو أنزيم نوكلياز داخلي من النوع الثاني من الأنزيمات القاطعة في داخل النواة، وهذا الأنزيم مستخرج من بكتيريا سالبة الجرام وتدعى (providencia stuartii).

## الوظيفة
بست1 PSTI يقطع الحمض النووي دنا عند ما يسمى بتسلسل الاعتراف ′CTGCA / G-3 ′-5 نتيجة تعرفه على هذا الجزء من الحمض النووي ونتيجة لهذا القطع يتولد حواف للحمض النووي غير متساوية عند مكان القطع تسمى بالنهايات اللاصقة (sticky end) بطول 4 أزواج من القواعد النيتروجينية 
بست 1Pst1 نشط ومحفز بشكل دايمر وله وزن جزيئي 69.5 كيلو دالتون ويحتوي على 54 نهاية موجبة و 41 نهاية سالبة. ونتيجة لذلك يرتبط الدايمر على تسلسل الاعتراف على الحمض النووي مما يسبب قطع في الحمض النووي دنا. والشكل التالي يوضح سلسة الاعتراف ومكان القطع على الحمض النووي دنا.
يحتوي انزيم بست 1 على نظامين من الانزيمات، نظام القطع ونظام التعديل restriction/modification (R/M) system. فنظام القطع يعمل على قطع الحمض النووي من خلال الانزيم بست1، أما نظام التعديل فهو عبارة عن انزيم يسمى مثيل ترانسفيريز يعمل على حماية الحمض النووي دنا عن طريق مثيلة الهستونات وهي تعديل ثابت في الأحماض الأمينية للهستون بإضافة مجموعات من الميثيل. ويوفر النظامان آلية دفاع ضد الفيروسات الغازية حيث يعمل هذا النظام على حماية المادة الوراثية في البكتيريا من المادة الوراثية الدخيلة والغريبة. يشفر النظامان انزيم القطع وانزيمات المثيلة أي تحويل الدنا إلى بروتين كبروتينين منفصلين وبشكل مستقل كل عن الآخر ولكل نظام بادئ جين مختلف عن الآخر. كما يحتاج انزيم القطع إلى وقت أكبر لعملية التشفير أي تحويله من دنا إلى بروتين لأنه عبارة عن دايمر.

## استنساخ الحمض النووي (DNA Cloning)
بست (1 (PSTI هو إنزيم قطع يستخدم لاستنساخ الحمض النووي لأنه يوفر نظاما انتقائيا لتوليد جزيئات الحمض النووي الهجين. يمكن قطع هذه الجزيئات من دنا DNA الهجين بعد ذلك في مواقع سلسلة الاعتراف ل بست1 PSTI. لا يقتصر استخدامه على الاستنساخ الجزيئي حيث يستخدم أيضا في رسم خرائط مواقع القطع التنميط الجيني ووصمة ساذرن (southern blot)، وتعدد أطوال جزء الحصر (RFLP).